# Georgiens försvarsmakt
Georgiens försvarsmakt (georgiska: საქართველოს შეიარაღებული ძალები, Sak'art'velos sjeiaraghebuli dzalebi) är namnet på Georgiens enade krigsmakt. Georgiens militär är en försvarsstyrka bestående av armén, specialförbanden och en paramilitär organisation, Georgiens nationalgarde.

## Grunder

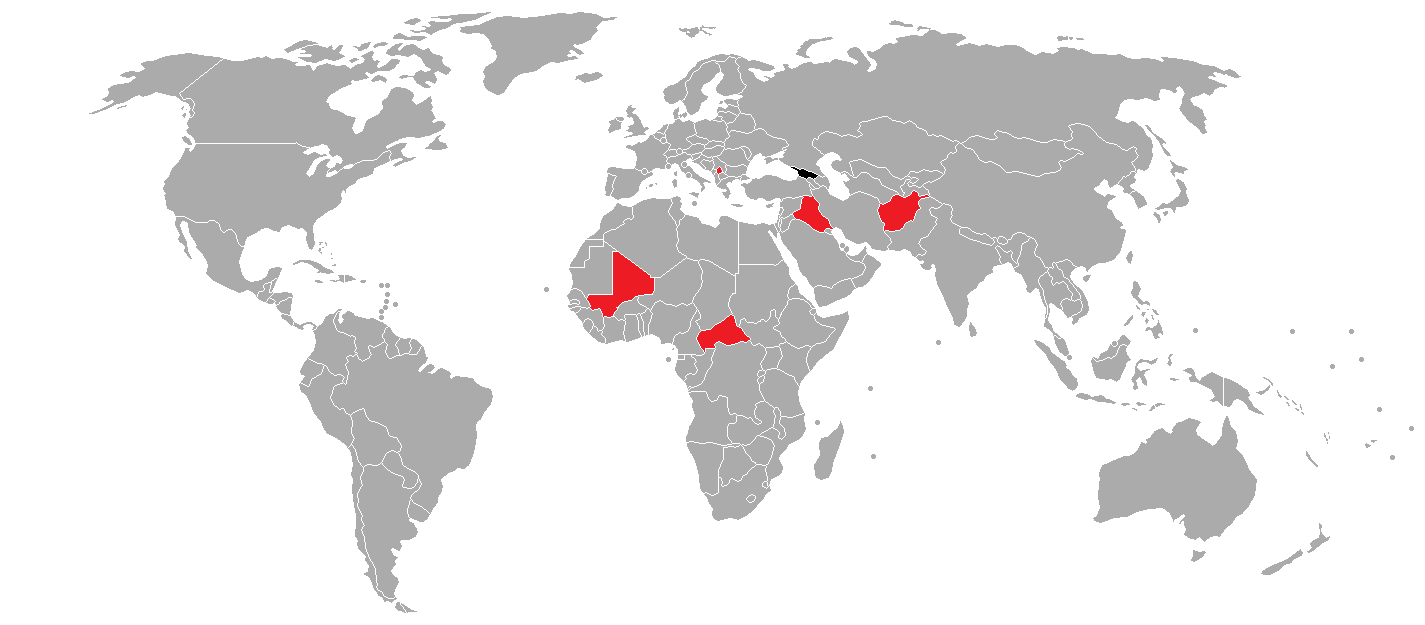
Georgiens försvarsmakt utomlands sedan 1991.

Försvarsmakten bildades under tidiga 1990-talet av tidigare Sovjetarméns styrkor på georgisk mark, oregelbunden milis och georgier på andra poster i det forna sovjetiska försvaret. Styrkan består i dag av 36 553 personer bestående av 21 högrankade officerare, 6 166 officerare, 28 477 korpraler, 125 kadetter och cirka 388 civila. Georgiens regering ämnar att öka markstyrkans professionella styrka till år 2011. Den georgiska lagstiftningen (17 december 2010) fastslår den väpnade styrkan vid inte fler än 37 000 för år 2011. Denna lagstiftning gäller inte vid krigstillstånd, militär reserv samt tillfällig personal vid Georgiens försvarsministerium.
Georgiens försvarsmakt har deltagit i internationella fredsbevarande uppdrag (Balkan, Persiska viken) sedan år 1999.

## Organisation
Georgien har ingen flotta och flygvapnet ingår i arméflyget. Det finns fem infanteribrigader, två artilleribrigader, en arméflygbrigad och en luftvärnsbrigad. Det finns dessutom två lätta infanteribataljoner, en signalbataljon, en bataljon för telekrigföring och en sjukvårdsbrigad.
Specialförbanden bildar en brigad direkt underställd försvarschefen.
Det georgiska nationalgardet utgör en arméreserv avsedd för beredskapsinsatser, skydd av strategiska anläggningar, återupprättande av lag och ordning samt civilförsvar.

## Militärbaser
| Namn                            | Plats        |
| ------------------------------- | ------------ |
| Försvarsministeriets högkvarter | Tbilisi      |
| Tbilisi-Soganlug flygbas        | nära Tbilisi |
| Vaziani militärbas              | nära Tbilisi |
| Krtsanisi militärbas            | nära Tbilisi |
| Achalkalaki militärbas          | Achalkalaki  |
| Aleksejevka flygbas             | nära Tbilisi |
| Marneuli flygbas                | Marneuli     |
| Bolnisi flygbas                 | nära Tbilisi |
| Gori militärbas                 | nära Gori    |
| Senaki militärbas               | Senaki       |
| Poti flottbas                   | Poti         |
| Muchrovani militärbas           | Muchrovani   |
| Kutaisi militärbas              | Kutaisi      |
| Chelvatjauri militärbas         | Chelvatjauri |
| Choni militärbas                | Choni        |
| Batumi flottbas                 | Batumi       |